# Diplazon novoguineensis
Diplazon novoguineensis är en stekelart som beskrevs av Setsuya Momoi och Nakanishi 1968. Diplazon novoguineensis ingår i släktet Diplazon och familjen brokparasitsteklar. Inga underarter finns listade i Catalogue of Life.